# École nationale de l'aviation civile
« ENAC » redirige ici. Pour les autres significations, voir ENAC (homonymie).
Vous lisez un « bon article » labellisé en 2012.
L’École nationale de l'aviation civile ou ENAC est l'une des 204 écoles d'ingénieurs françaises accréditées au 1er septembre 2020 à délivrer un diplôme d'ingénieur. Elle fait partie du groupe ISAE, aux côtés de cinq autres écoles.
Fondée le 28 août 1949, elle a pour mission d'assurer la formation initiale et le perfectionnement des cadres et principaux acteurs de l'aviation civile. Elle est membre de la conférence des grandes écoles, membre associé de l'université de Toulouse, membre du pôle de compétitivité Aerospace Valley, du groupement des écoles d'aéronautique.
Outre cette école d'ingénieurs, l'ENAC propose 25 programmes de formation dans le domaine de l'aéronautique civile et en particulier dans les activités du transport aérien : formations de contrôleur aérien, de pilote de ligne, d'ingénieur électronicien des systèmes de la sécurité aérienne (IESSA), de technicien supérieur des études et de l'exploitation de l'aviation civile (TSEEAC), de technicien supérieur de l'aviation (TSA) et d'instructeur avion.

## Historique

### La genèse
La France de l'immédiat après-guerre est confrontée dès 1945 à une explosion du transport aérien. Un transport aérien sûr nécessite du personnel formé spécifiquement pour cette activité. Il exige également une harmonisation des différents secteurs du monde de l'aviation, et, par voie de conséquence, une meilleure connaissance réciproque de ceux qui œuvrent dans ces domaines. Telles sont les motivations profondes des créateurs de l'ENAC. Au premier rang de ces fondateurs figure Max Hymans, alors secrétaire général à l'aviation civile et commerciale.

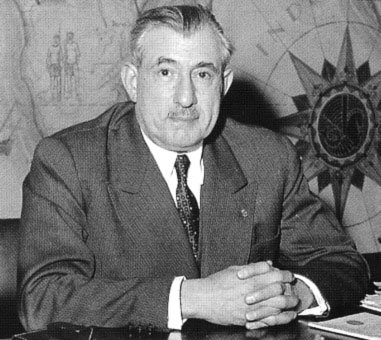
Max Hymans est le secrétaire général à l'aviation civile et commerciale de 1945 à 1948.

Au cours des années qui suivent la Libération, le manque d'homogénéité du personnel de l'aviation civile est manifeste, conséquence d'un recrutement hétéroclite. Il s'agit souvent de personnels incorporés hâtivement et en quantité pour faire face à des situations d'urgence. Dans le domaine de la navigation aérienne et des télécommunications, plusieurs centres d'instruction sont créés pour répondre aux besoins qui se font jour dans ce secteur : un centre de formation à Orly pour les commandants d'aérodrome et un centre de perfectionnement, implanté au Bourget, pour les agents techniques de la navigation aérienne. L'autre service impliqué dans la formation est le service des télécommunications et de la signalisation basé à Orly qui forme les opérateurs radiotélégraphistes et les techniciens radios. Les cadres techniques ont pour la plupart été formés dans des écoles d'ingénieurs, notamment les Arts et Métiers et celle de la Météorologie ; certains pourtant sont issus de l'Université, des chaires de mécanique des fluides ayant été créées à la Sorbonne et au Collège de France en 1930. L'École spéciale des travaux aéronautiques fournit également des dessinateurs. La formation des personnels navigants est assurée par l'État ou par des établissements privés. L'ENAC a pour mission de rassembler en un même lieu toutes les formations des acteurs de l'aviation.
À travers le décret no 49-970 du 7 juin 1948, portant règlement de l'Administration publique, est organisée une refonte complète des statuts du personnel fonctionnaire de l'aviation civile, particulièrement du personnel technique. Plusieurs nouveaux corps de fonctionnaires sont ainsi créés : ingénieurs de la navigation aérienne, ingénieurs de l'exploitation de la navigation aérienne, ingénieurs des travaux des télécommunications aériennes, contrôleurs de la navigation aérienne, contrôleur des télécommunications aériennes et agents de la navigation aérienne. Cette création est aussitôt suivie d'une décision ministérielle le 12 août 1948 qui ouvre la voie à un premier recrutement par concours de l'ensemble de ces corps. Les concours eux-mêmes sont organisés dès octobre 1948. Indépendamment de ce qui précède, le 14 avril 1948, l'Organisation de l'aviation civile internationale fixe les conditions de délivrance des licences du personnel navigant, déterminant notamment pour chaque catégorie de pilotes le nombre minimal d'heures de vol exigé.
Cette même année, l'ENAC n'existe toujours pas et n'est encore que le « service des écoles et des stages » du Secrétariat général à l'aviation civile et commerciale. Cette situation tranche avec celle qui prévaut dans d'autres domaines où il est de tradition que les cadres de la fonction publique soient formés dans des établissements d'enseignement supérieur portant le titre d'« École nationale » : l'École nationale des ponts et chaussées, fondée en 1747, École nationale des chartes, créée en 1821, ou la plus récente École nationale d'administration (1945). À l'heure où le transport aérien devient un secteur économique essentiel, l'existence d'un « service des écoles et des stages » apparaît donc quelque peu anachronique. Jules Moch, alors Ministre des travaux publics, des transports et du tourisme veut nommer l'établissement l'« École nationale de l'aviation marchande », nom qui n'est finalement pas retenu.

### École de sécurité aérienne à Paris

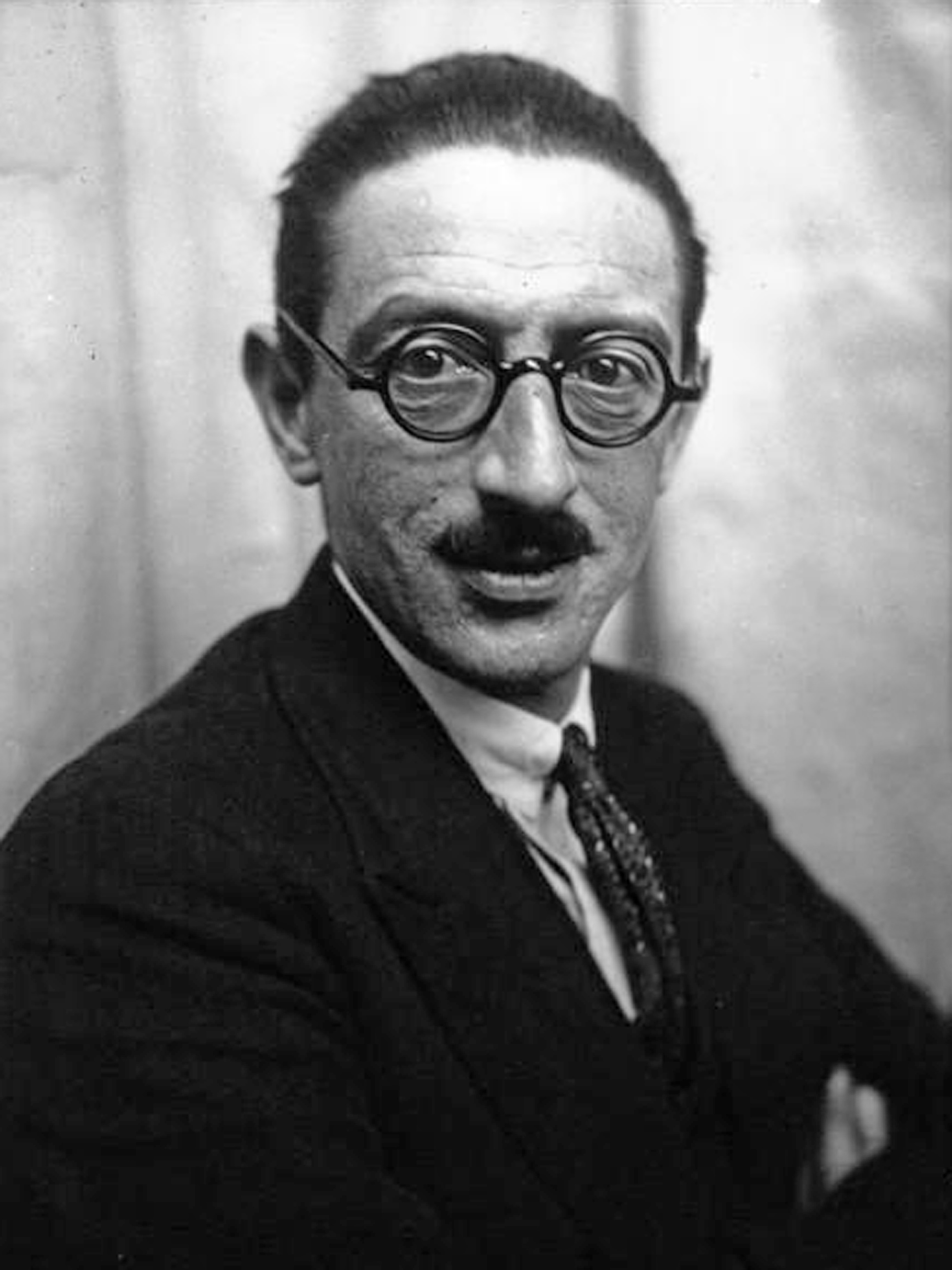
Jules Moch en 1932.

L'ENAC est donc créée le 28 août 1949 à Paris à l'initiative de Max Hymans, alors secrétaire général de l'Aviation civile et Jules Moch, Ministre des travaux publics, dans le but de former à tous les métiers de l'aéronautique civile et d'harmoniser tous les acteurs du transport aérien, personnel navigant ou non, commercial ou technique, notamment les corps de l'aviation civile. L'école est située à Orly au sud de Paris (les bâtiments de l'ENAC à Orly ont servi de centre de concours jusqu'au début des années 1990). René Lemaire y voit d'abord « une école de sécurité aérienne ». Cette priorité absolue accordée à la sécurité est en quelque sorte consubstantielle à l'ENAC, puisqu'elle est la raison première de la formation des futurs navigants et futurs agents de la navigation aérienne dans une école unique.
Comme le note un rapport de l'Inspection générale de l'aviation civile, « Il s'agissait, dans l'esprit des créateurs de l'École, de développer entre le personnel navigant et les techniciens au sol la communauté d'idées, la connaissance réciproque, et l'estime, indispensables à ce travail en équipe qu'exige le transport aérien ». Il est toutefois douteux que la « communauté d'idées » que l'auteur du rapport appelle de ses vœux ait pu naître de la simple coexistence de cycles d'études distincts dans un même établissement. D'autres facteurs agissent en sens inverse, notamment la très notable inégalité des durées de formation des différents cycles. Ainsi, les ingénieurs des travaux de la navigation aérienne de la branche « télécommunications » restent 30 mois à l'école ; leurs condisciples de la branche « exploitation » sont pour leur part formés en 27 mois ; les ingénieurs de la navigation aérienne en deux ans ; et enfin, les contrôleurs de la circulation aérienne en neuf mois. Pour que se réalise pleinement l'alchimie qui, dans l'esprit de ses concepteurs, doit procéder de la création de l'ENAC, il faut donc que d'autres conditions soient remplies. La principale est la cohérence des enseignements dispensés aux élèves des différents cycles. Cette nécessité se traduit par l'interpénétration des formations théoriques et pratiques, « air » et « sol ». La marque la plus visible d'une telle interpénétration est le développement, chaque fois que cela se révèle réalisable, d'enseignements dits « inter-spécialités », c'est-à-dire intégrés aux programmes de cycles distincts. Il est à noter que ces enseignements, qui profitent à des promotions variées pour un coût de conception unique, se traduisent par une économie non négligeable, ainsi que l'a bien remarqué René Lemaire.

### Les premiers partenaires
L'arrêté du 13 octobre 1959 officialise le premier grand partenaire de l'école : la compagnie Air France. Il se traduit par un partage des tâches et institue un recrutement d'élèves pilotes de ligne ne possédant aucune expérience préalable du pilotage. Auparavant, à titre expérimental, l'école avait accueilli dès l'automne 1958 la première promotion d'élèves pilotes de ligne. Elle se voit confier la préparation des candidats aux épreuves théoriques du brevet de pilote de ligne. Quant à la formation pratique en vol, elle échoit au centre SEFA de Saint-Yan, créé en 1949, jusqu'au brevet de pilote professionnel, et à l'école Air France pour la phase ultérieure. L'ENAC, en plus de sa mission officielle liée à la préparation du brevet de pilote de ligne, assume diverses tâches de formation théorique des pilotes pour répondre aux besoins conjoncturels des compagnies aériennes. À un moment donné, se pose la question du financement de la formation des pilotes de ligne destinés aux compagnies privées. Cette formation, dont le coût n'incombe pas normalement à l'État, se révèle trop onéreuse pour les compagnies bénéficiaires et a fortiori pour les élèves, en raison notamment du poids de l'instruction en vol. Des négociations avec les transporteurs privés aboutissent à la prise en charge par ceux-ci d'une partie des frais de formation, ce qui rend possible la gratuité des études des élèves pilotes.

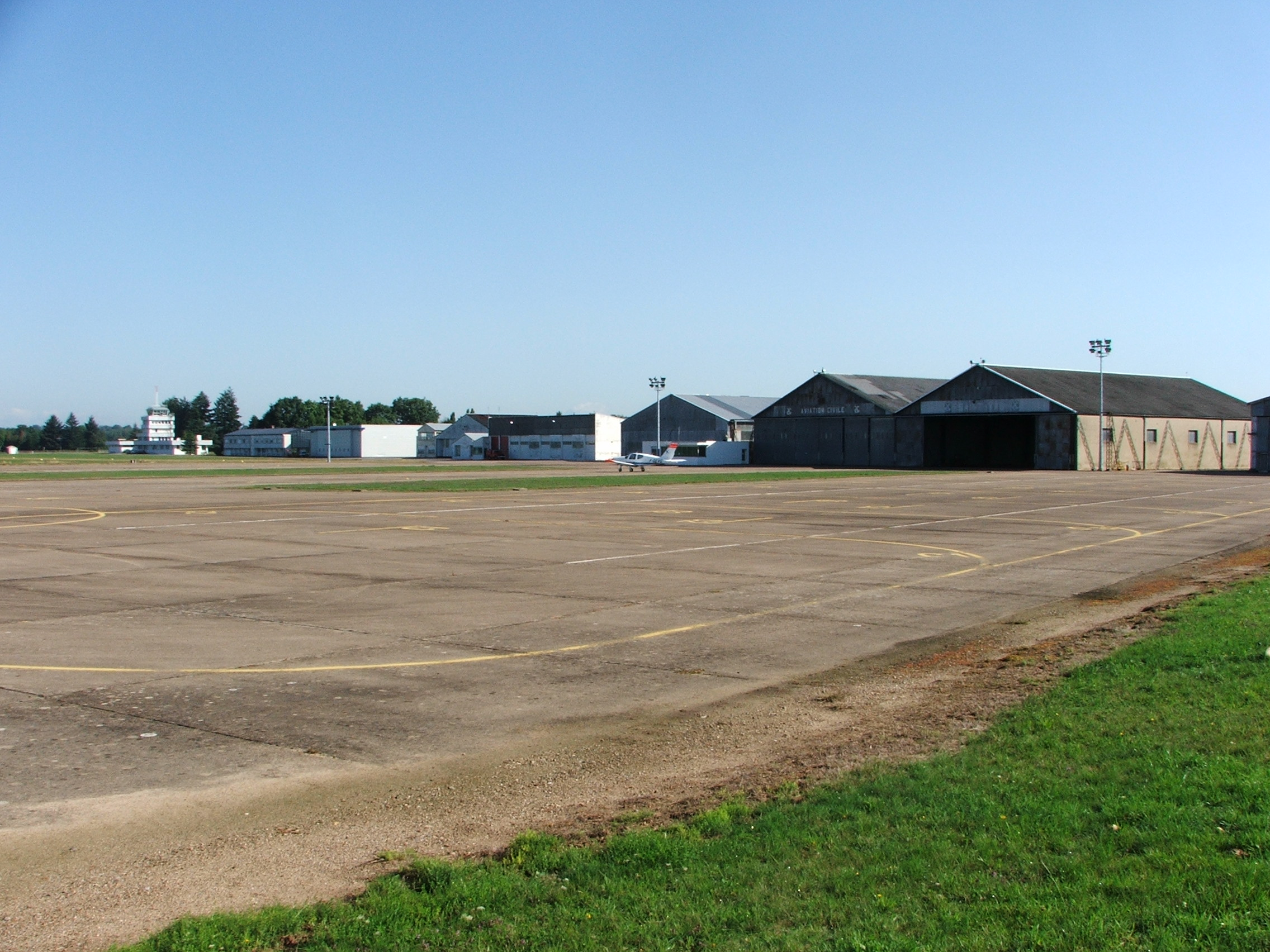
Hangars et avion de l'ENAC sur l'aéroport de Saint-Yan.

Parallèlement, dans le souci de permettre à ses élèves d'acquérir une connaissance approfondie de l'environnement dans lequel prend place le transport aérien, l'ENAC cherche à développer une coopération avec l'École nationale de la météorologie. Une étude en date du 29 mai 1950 invoque les implications évidentes de la météorologie dans la circulation aérienne et prône la formation des contrôleurs du trafic aérien à cette discipline.
Par ailleurs, des liens nombreux et étroits rapprochent traditionnellement l'aviation civile et l'Armée de l'air. Après la Seconde Guerre mondiale, lorsque la première refait surface, elle trouve auprès des militaires démobilisés les effectifs nécessaires à son expansion. Pilotes, mais aussi radios, navigateurs et mécaniciens affluent en masse de l'armée et se pressent aux portes des compagnies aériennes. L'ENAC cherche à s'inscrire dans ce mouvement, en prêtant son concours à la reconversion des navigants militaires. C'est dans cet esprit qu'est signé le 9 juin 1951 un protocole précisant ses tâches dans la formation de pilotes militaires au transport aérien civil. L'école assure la maîtrise d'œuvre de l'opération et dispense l'enseignement théorique. Pour sa part, le Service de l'aviation légère et sportive (SALS), en vertu de l'arrêté du 31 mars 1951, assure gratuitement la formation en vol des candidats au brevet de pilote de ligne issus de l'Armée de l'air.
De 1949 à 1959, le nombre de stages organisés passe de six à soixante-quatre et le nombre d'élèves de quarante-neuf à huit cents. Les causes de la croissance rapide des effectifs sont multiples. On ne peut nier que l'ENAC ait bénéficié du spectaculaire développement du transport aérien dans les années d'après-guerre. Mais, tout aussi indiscutablement, elle n'en aurait pas tiré un tel avantage si ses enseignements s'étaient révélé peu adaptés aux besoins. Enfin, on ne saurait passer sous silence la présence d'un notable contingent d'élèves originaires, soit de pays étrangers, soit - en nombre plus important encore - des territoires qui dans un futur proche allaient accéder à l'indépendance. C'est au début des années 1960 que l'école commence à accueillir ses premiers élèves et stagiaires étrangers, venus essentiellement des aviations civiles étrangères. Parallèlement à la croissance des effectifs, de nouveaux enseignements sont créés périodiquement. Cette création est souvent la conséquence directe d'une décision administrative, comme c'est le cas lorsqu'une nouvelle qualification est instituée. Ainsi, en 1956 est créée la qualification d'instructeur de navigation, qui entraîne ipso facto l'ouverture du stage correspondant. Parfois, un stage est simplement institué pour répondre à un besoin. La même année 1956, par exemple, est instauré un cours de techniques d'expression orale destiné aux instructeurs. En 1956 toujours, apparaissent les premiers élèves ingénieurs dits « civils », c'est-à-dire non fonctionnaires. Les ouvertures de nouveaux cycles d'enseignement, naturellement beaucoup moins fréquentes que celles de nouveaux stages, survient assez régulièrement. On cite ainsi le lancement en 1958 de la formation théorique des pilotes de ligne.
La vie à l'ENAC Orly est alors rythmée par le voyage de promotion, incontestablement l'un des temps forts des études. Il comporte son lot d'imprévu, mais aussi ses rites, telle l'inévitable réception en grande tenue des responsables de l'école et des élèves par les autorités locales, à l'arrivée à une nouvelle étape.

### Discussions autour d'un transfert
La période 1960 - 1975 constitue des années de transition au cours desquelles deux évènements majeurs se produisent : le déménagement à Toulouse en 1968 où est aujourd'hui situé son site principal et le changement de statut de l'école, de service extérieur à établissement public administratif en 1970.
Au moment où elle voit le jour, l'École nationale de l'aviation civile est installée en bordure des pistes de Paris-Orly. Cette localisation à proximité immédiate du plus important aéroport français offre certes de multiples avantages. L'un d'eux est la facilité d'emprunter l'avion pour des activités variées - vols de navigation, déplacements à des fins pédagogiques, voyages de promotion, etc. L'autre est le voisinage de nombreux compagnies aériennes et d'industries aéronautiques ou liées au secteur aéronautique, dont les responsables sont susceptibles d'être aisément sollicités pour des cours, conférences, etc.

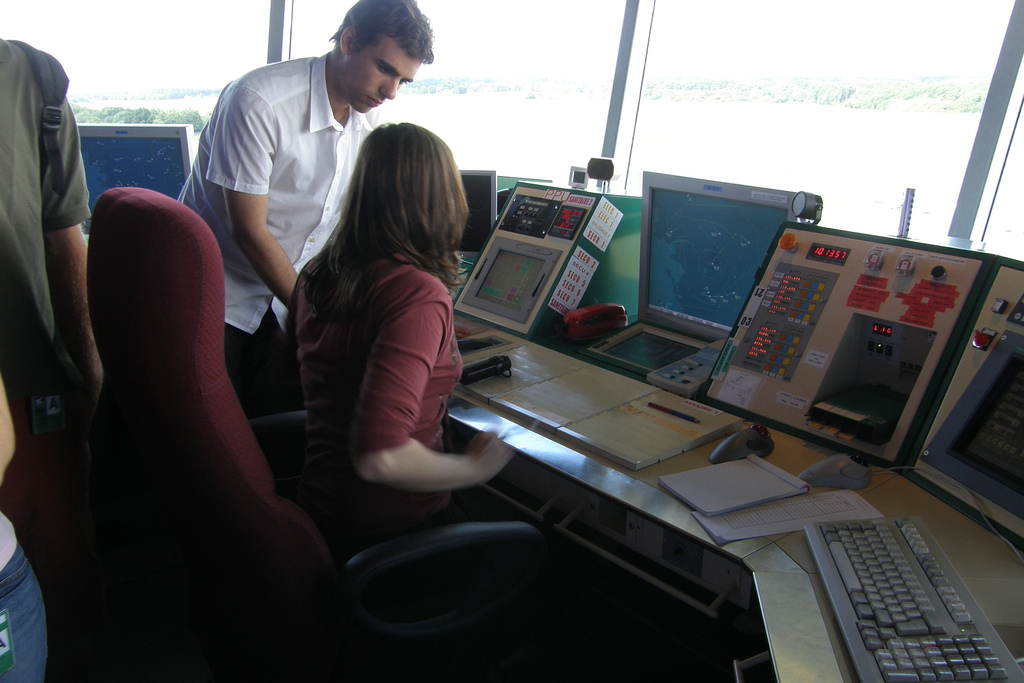
Élèves et ingénieurs du contrôle de la navigation aérienne dans la tour de contrôle de l'aéroport Nantes Atlantique.

Cependant, la croissance très rapide du trafic à Paris-Orly — la plate-forme de Roissy Charles de Gaulle n'existe pas encore — entraîne assez tôt divers inconvénients, en particulier l'obligation, pour les avions utilisés par l'ENAC, d'avoir à s'insérer dans un flux commercial de plus en plus dense. De ce fait, Aéroports de Paris est de plus en plus réticent à renouveler la concession des terrains idéalement situés sur lesquels est implantée l'école. Dès le début des années 1960, il ne fait aucun doute que les installations d'Orly sont condamnées à terme. C'est au milieu des années 1950 que naissent les premiers projets visant à implanter l'ENAC sur un nouveau site. Tous concernent des communes riveraines d'aérodromes parisiens. Ainsi, entre 1954 et 1957, sont tour à tour proposés Thiais, Rungis, Issy-les-Moulineaux, Les Mureaux... et même Le Bourget. C'est sans compter avec les exigences de la décentralisation. Présente dans les esprits avant même que ne paraisse le célèbre ouvrage de Jean-François Gravier, Paris et le désert français, elle s'impose depuis avec une force décuplée. Les plans d'installations de l'ENAC dans la « première couronne » parisienne étant irrémédiablement condamnés, les études s'orientent vers des sites plus périphériques. Les implantations potentielles s'inscrivent toutes dans un rayon de 150 kilomètres autour de la capitale, entre autres Melun, Pontoise, Coulommiers, Étampes, Reims, Évreux, Chartres, Orléans, etc. Parallèlement, un rapport en date du 20 mai 1959, recense les inconvénients d'une localisation trop distante de Paris : difficultés d'acheminement du personnel, l'allongement éventuel de la scolarité, accroissement des frais de fonctionnement, etc. C'est dans ce contexte que René Lemaire analyse, dans son rapport en date du 14 juin 1960, l'éventualité d'un transfert à Toulouse. Ce sont ses dimensions aéronautiques et universitaires qui ont fait choisir la ville rose comme nouvelle implantation (l'université de Toulouse, créée en 1229, est une des plus anciennes du monde, l'ENSICA y était installée depuis 1961 et Toulouse s'apprêtait également à recevoir Supaéro). C'est le 15 juin 1961 que le transfert de l'école à Toulouse fait l'objet d'une décision officielle du Premier ministre Michel Debré. Elle en est confirmée par son successeur Georges Pompidou dans une lettre du 23 juillet 1963.
C'est en avril 1966 que débute la construction des nouveaux bâtiments sur le site de Rangueil. Le chantier prend fin le 19 août 1968 date à laquelle le personnel titulaire d'une affectation à l'ENAC Toulouse est invité à s'y présenter. Quant à la rentrée scolaire, elle est fixée au 16 septembre 1968. À cette date, 500 élèves sont attendus, dont 325 qui entament leur scolarité. Ces derniers se répartissent comme suit : 15 élèves ingénieurs de la navigation aérienne, issus pour la plupart de l'École Polytechnique, 70 élèves ingénieurs des travaux de la navigation aérienne issus des classes préparatoires aux grandes écoles, 60 élèves pilotes de ligne, 100 élèves contrôleurs de la circulation aérienne, 40 élèves électroniciens, 20 élèves pilotes professionnels et 20 élèves agents techniques d'exploitation.

### Établissement public à Toulouse

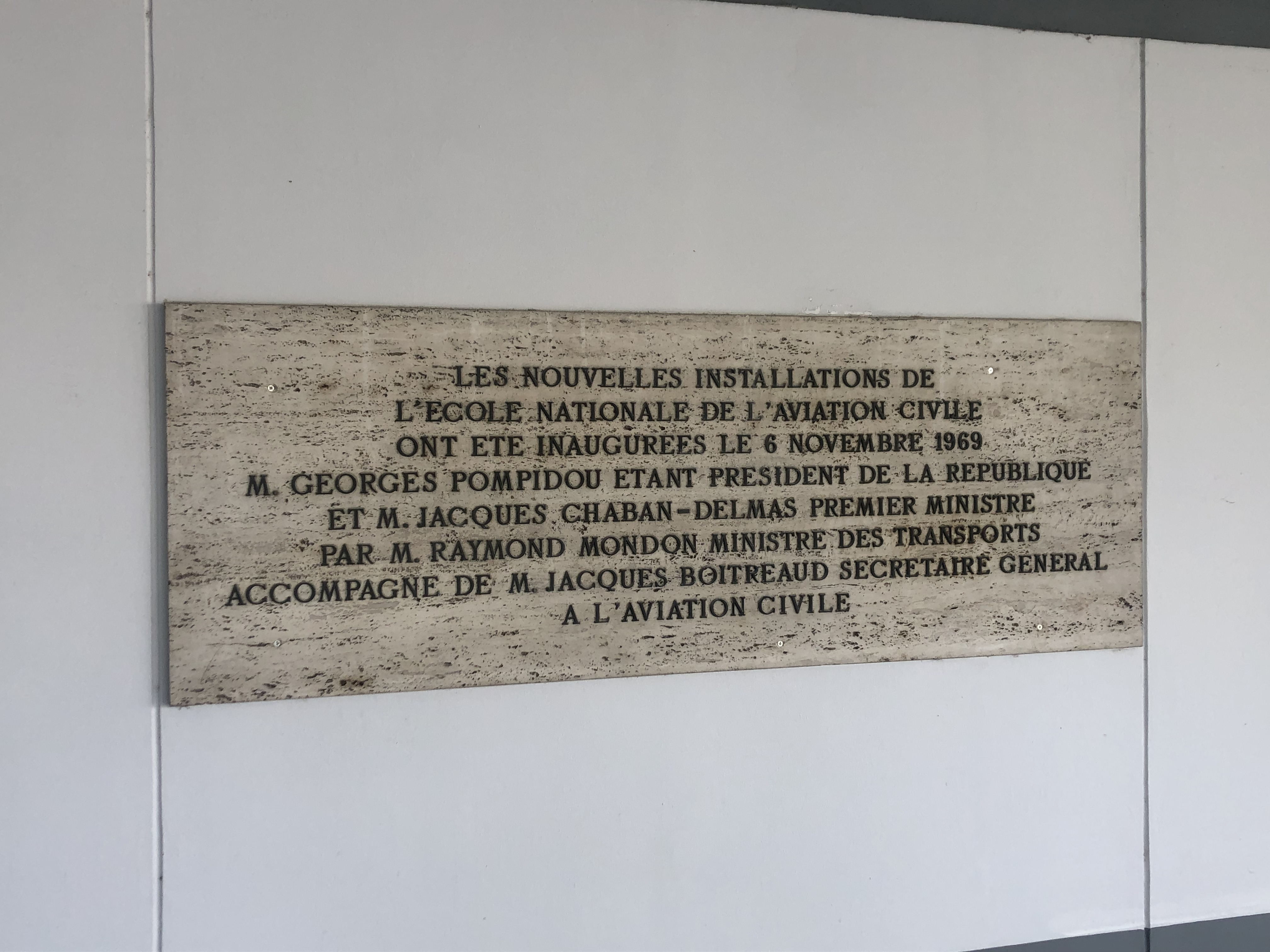
Plaque commémorative de l'inauguration du campus à Toulouse en 1969.

Bien qu'elle ait jugé préférable de ne pas trancher la question du statut de l'ENAC avant que l'école n'ait ouvert ses portes sur son nouveau site, la Commission permanente a tout de même pris la mesure du problème lié à un statut peu adapté. Celui-ci est ancien : soulevé peu après la création de l'école, il a ressurgi à de nombreuses reprises, comme en témoignent les nombreux rapports d'inspection qui portent sur la gestion de l'établissement. C'est peu dire que l'ENAC est suivie de près par son administration de tutelle. Les rapports d'inspection se succèdent à un rythme soutenu, en moyenne un tous les deux ans, parfois plus. Le jugement qui est porté sur la gestion de l'établissement est parfois sévère. Ces mêmes rapports, dès le milieu des années 1950, remettent en cause l'existence même de l'école, ce qui n'était pas le cas dans les années antérieures. On cite ainsi, comme exemple d'appréciation sans nuance, le rapport (confidentiel) du contrôleur Brancourt, daté du 12 mars 1952, sur l'organisation et le fonctionnement de l'ENAC. On y apprend que cette dernière « manque de doctrine », qu'« il existe une tension certaine avec le centre de formation d'Air France », et même que « l'ENAC est une folie ».
En réalité, les faiblesses constatées s'expliquent dans une large mesure par les difficultés qu'engendre l'inadéquation entre le statut de l'ENAC, service extérieur de ministère, et la nature de son activité, qui lui impose par exemple de dispenser des cours à des élèves et stagiaires qui ne sont pas tous des fonctionnaires de son administration de tutelle, ou encore de recourir à du personnel enseignant d'origine très diverse. La lourdeur du processus d'attribution des crédits budgétaires met l'école en difficulté dès que diminuent les autres types de recettes, non publiques. Cette situation se produit davantage dans les années 1958-1964. En 1962, la direction de l'ENAC envisage de relever les droits d'inscription aux concours, les frais de scolarité et les tarifs des prestations fournies aux clients extérieurs du secrétariat général à l'Aviation civile. Toutefois, le statut de l'établissement soumet les nécessaires réajustements tarifaires à un processus d'approbation d'une telle complexité qu'il aboutit dans la pratique à la paralysie. En définitive, un autre type de statut, celui d'établissement public administratif, apparaît beaucoup plus approprié et prend effet le 1er janvier 1970. L'ENAC se voit dotée d'un conseil d'administration. René Lemaire en devient le premier président.

### De nouvelles missions
À partir de 1975 prend de l'ampleur un phénomène. Il consiste en une lente mais inexorable progression de la proportion des élèves ingénieurs dits « civils » par rapport aux élèves ingénieurs fonctionnaires. L'ENAC commence à devenir un acteur majeur de la formation des cadres pour l'industrie aérospatiale (personnel civil) alors que sa vocation première était uniquement la formation de fonctionnaires de l'aviation civile. Il est vrai que l'existence d'élèves destinés au secteur privé est ancienne à l'école : c'est en 1956 que sont recrutés les premiers d'entre eux. À l'époque, cependant, ce recrutement revêt un caractère subsidiaire et ne touche qu'une minorité d'élèves. Il a essentiellement pour but de pallier l'inconvénient constitué par le nombre très fluctuant d'élèves appelés à servir dans l'Administration et d'éviter que la taille des promotions successives ne présente une trop grande disparité. Néanmoins, avec le temps, cette seconde source tend à prendre de plus en plus d'importance, jusqu'à devenir finalement prépondérante. Cela se traduit par une refonte des enseignements. La formation des ingénieurs ENAC, particulièrement celle de la spécialité appelée alors « installations » - elle est axée sur l'électronique -, séduit les industriels des secteurs de l'électronique et de l'informatique. Sans l'avoir particulièrement recherché, l'école se voit donc progressivement investie d'un rôle d'école nationale supérieure d'ingénieurs.
École à forte coloration professionnelle, la recherche fait son apparition en 1984, à la suite de la loi sur l'enseignement supérieur qui prévoit que « la formation des ingénieurs [...] comporte une activité de recherche, fondamentale ou appliquée », et s'organise autour de quatre pôles : électronique, automatique, informatique et économie de l'aérien. L'école perçoit alors l'intérêt pour les futurs ingénieurs de s'initier aux méthodes de recherche : alors que le mode de raisonnement déductif, longtemps favorisé à l'exclusion de tout autre par l'enseignement dispensé dans les classes préparatoires et les grandes écoles, montre ses limites, le mode de raisonnement inductif, caractéristique de la recherche, apparaît au contraire de mieux en mieux adapté à la nature très évolutive des fonctions qu'assument les ingénieurs actuels. La manifestation la plus récente de l'intérêt croissant pour la recherche à l'ENAC est la création du laboratoire d'économie « de l'aérien », dont la désignation témoigne de la volonté de prendre pour objet l'étude, outre le transport aérien proprement dit, certaines activités connexes comme la navigation aérienne.
Le milieu des années 1980 voit l'apparition des cycles mastères spécialisés à l'école. Ils naissent pour la plupart d'une demande des industriels, notamment ceux du groupement des industries françaises aéronautiques et spatiales, soucieux d'accompagner des contrats à l'exportation par des actions de formation. En effet, tout en répondant aux besoins de nombreux étudiants ou professionnels français, ils permettent de former en un délai relativement bref des cadres étrangers. La même période voit la diversification de la formation continue au sein de l'école. Les stages de formation continue sont organisés dans les cinq grands domaines suivants : circulation aérienne, systèmes électroniques, informatique, techniques aéronautiques et langues/sciences humaines.

### Dimension internationale

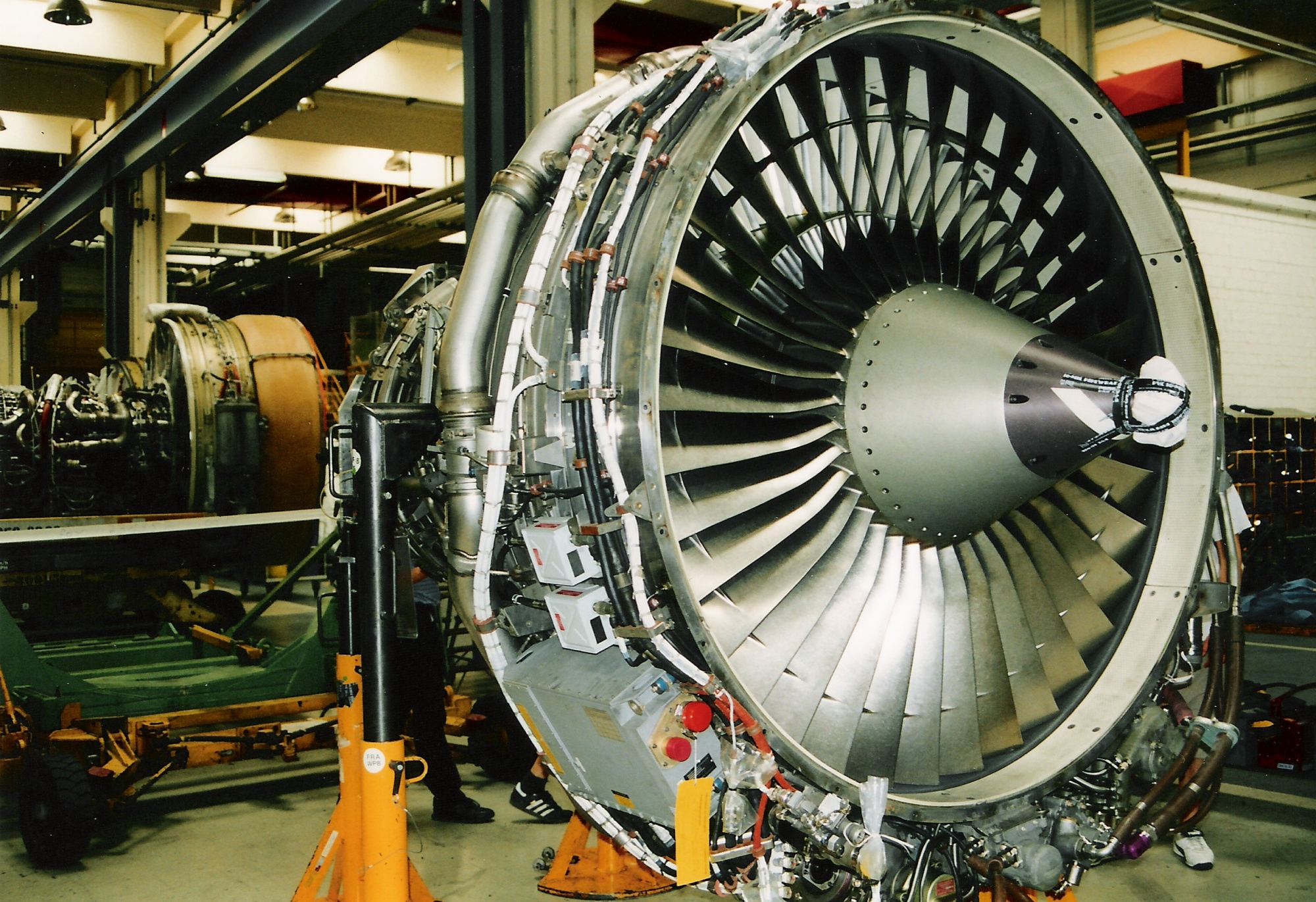
Réacteur CFM56 hors de sa nacelle.

La dimension internationale de l'école s'accroit sensiblement au cours des années 1990. Son développement se heurte néanmoins à un obstacle interne. Il réside dans la charge considérable que représente, au début des années 1990, la conception et la mise en œuvre du nouveau cycle des ingénieurs du contrôle de la navigation aérienne. L'effort que doit fournir l'école la met dans l'incapacité de consacrer ses forces à la promotion de son savoir-faire à l'étranger. Une nouveauté dans l'activité internationale de l'ENAC tient en l'apparition d'une composante spécifiquement européenne. Elle consiste, d'une part en la participation à des projets européens tel qu'EATCHIP (european air traffic control harmonization and integration programme), d'autre part en l'adhésion à des programmes de mobilité pour les étudiants comme Erasmus ou Socrates. Au titre de ces programmes, l'école accueille un nombre croissant d'élèves étrangers. Ce faisant, elle tisse des liens étroits avec des universités étrangères, notamment celles de Berlin et Darmstadt en Allemagne, ainsi que celle de Tampere en Finlande. Depuis 1990, de nouvelles missions sont apparues. Ainsi, l'ENAC négocie-t-elle maintenant des contrats d'études et des contrats de recherche à l'exportation. Les années 2000 sont celles de la création de cycles de formations dispensés entièrement en langue anglaise et du développement des activités centrées sur la navigation aérienne. En 2009, l'école et son association d'anciens élèves organisent la première édition du salon du livre aéronautique. En décembre 2010, l'ÉNAC devient l'un des centres de formation à la sûreté de l'aviation de l'OACI.
Parallèlement, l'école se dote d'équipements pédagogiques : le simulateur de contrôle en route « CAUTRA », le simulateur de contrôle d'aérodrome « AERSIM », le simulateur de système de gestion de vol de l'Airbus A320, la maquette statique du moteur CFM 56-5B qui équipe l'Airbus A321, et le laboratoire de réseaux télécom.
Depuis le 1er janvier 2011 et la fusion de l'ENAC avec le SEFA, elle constitue la plus grande école aéronautique européenne en termes d'effectifs.
En avril 2012, l'école annonce la création d'une formation au Qatar, faisant suite à celles déjà existantes en Chine.
En 2013, l'école lance avec la Direction générale de l'Aviation civile, le groupement d'intérêt économique DSNA Services qui deviendra France Aviation Civile Services en 2019, un bureau d'expertise destiné à vendre à l'international le savoir-faire français en matière de réglementation, de sécurité du transport aérien et de navigation aérienne.
Le 1er mai 2018, l'école change de statut et devient un Grand établissement. L'école a signé un accord avec l'université Beihang visant à créer d’une université sino-français de l’aviation à Hangzhou.
Le 1er février 2022, l'école rejoint le groupe ISAE en tant qu'école associée, aux côtés d'ISAE-Supaéro, d'ISAE-ENSMA, de l'ESTACA, de l'Ecole de l'Air, et d'ISAE-Supméca.

## Formation

### Formations initiales

Département langues de l'ENAC à Toulouse.

L'ENAC enseigne quatre formations initiales de 1er cycle universitaire préparant aux métiers de pilote de ligne et technicien de l'aviation civile.
La formation des élèves pilotes de ligne a été créée à l’ENAC en 1959. L'école assure la formation théorique des élèves pilotes de ligne (EPL) pendant huit mois sur son site de Toulouse, et la formation pratique, qui dure 16 mois, est dispensée dans l'un des autres centres de l'école à Montpellier, Carcassonne, Saint-Yan ou Grenoble. Depuis 1992, les diplômés de cette filière sont regroupés au sein de l'association AGEPAC. En parallèle, l'école propose un cycle préparatoire au brevet théorique de pilote de ligne (PREP/ATPL) qui se distingue par sa vocation, permettre à des lycéens d'origine sociale modeste de devenir pilote de ligne, et son niveau de recrutement (Baccalauréat). Après avoir validé leur diplôme, les élèves peuvent continuer vers la préparation de la licence de pilote professionnel avion ou poursuivre leurs études au sein du cursus de technicien aéronautique d'exploitation (TAE), formation par ailleurs accessible via deux autres voies d'accès. D'une dénomination semblable mais préparant à un métier différent, le cursus de technicien supérieur de l'aviation (TSA) permet d'intégrer le corps des techniciens supérieurs des études et de l'exploitation de l'aviation civile (TSEEAC) ou le corps des techniciens supérieurs de l'aviation civils (TSA civils).
De plus, l'école prodigue sept enseignements de niveau master répondant aux besoins de la direction générale de l'Aviation civile ainsi qu'à ceux de l'industrie aérospatiale.
À destination exclusive de la direction générale de l'aviation civile, les formations d'ingénieur du contrôle de la navigation aérienne (ICNA) et d'ingénieur électronicien des systèmes de la sécurité aérienne (IESSA) sont dispensés par l'école. Le cursus d'ingénieur ENAC (IENAC) diplôme des ingénieurs en aéronautique dans quatre filières : opérations aériennes et sécurité (OPS), systèmes informatiques du transport aérien (SITA), systèmes avioniques (AVI), télécommunications aéronautiques et spatiales (SAT). Une petite partie (10 % en moyenne) des élèves ingénieurs sont des élèves fonctionnaires. Ils deviennent ingénieurs des études et de l'exploitation de l'aviation civile à la sortie de l'école. Depuis 1949, l'ENAC est également une école d'application de l'École polytechnique. Ainsi, depuis le 16 avril 2002, date de la fusion des corps des ingénieurs de l'aviation civile (IAC), des ingénieurs géographes, et de la météorologie au sein du corps des ingénieurs des ponts et chaussées, la formation des cadres supérieurs de la direction générale de l'aviation civile a considérablement changé. Les ingénieurs des ponts et chaussées sont formés à l’École nationale des ponts et chaussées, et une partie de la formation (près de 300 heures) est coorganisée par l’ENAC pour les élèves qui se destinent à un début de carrière à la DGAC. L'école a par ailleurs créé en 2007 le master en exploitation du transport aérien international (IATOM), en 2011 la filière master en système global de navigation par satellite (GNSS) soutenue par la commission européenne, et en 2012 la formation master en gestion du trafic aérien en partenariat avec le Massachusetts Institute of Technology. Le master en interaction homme-machine (IHM) est quant à lui enseigné en partenariat avec l'université Toulouse 3.

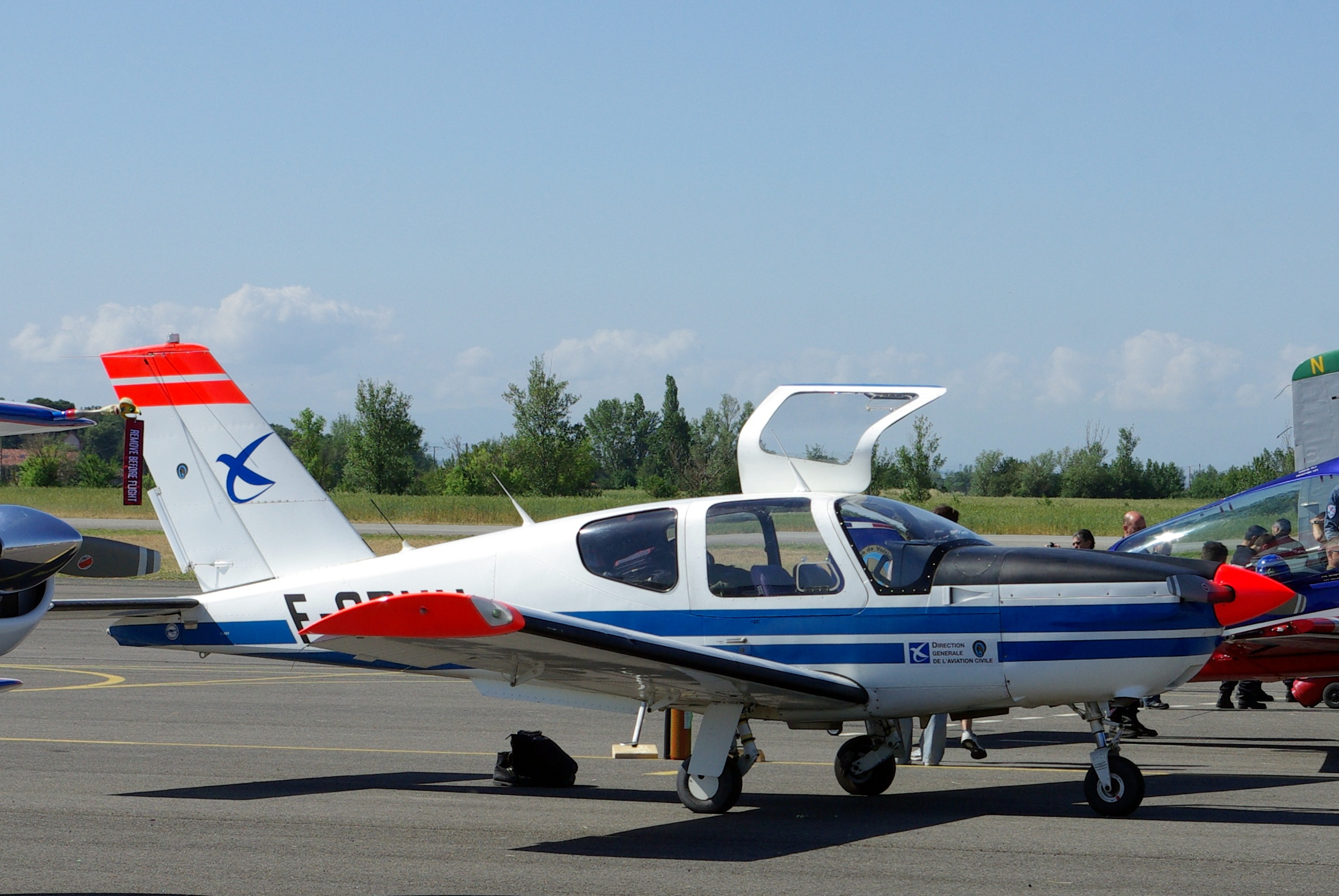
Un Socata TB-20 de l'ENAC au meeting aérien Airexpo sur l'aérodrome de Muret-Lherm, le 28 mai 2011.

Pour finir, l'École nationale de l'aviation civile propose sept formations de troisième cycle d'une durée d'un an sanctionnées par l'obtention d'un mastère spécialisé (MS), dans les domaines suivants : management aéroportuaire (MA), management du transport aérien (MTA) (en partenariat avec l'École supérieure de commerce de Toulouse), communication - navigation - surveillance and satellite applications for aviation (CNSSAA), aviation safety aircraft airworthiness (ASAA) (en partenariat avec l'Institut supérieur de l'aéronautique et de l'espace et l'École de l'air), air-ground collaborative systems engineering (AGCSE), aviation and air traffic management (AATM) et aerospace project management (APM) (en partenariat avec l'Institut supérieur de l'aéronautique et de l'espace et l'École de l'air).
Les anciens élèves des trois masters de l'école, de la formation ingénieur ENAC, de même que ceux des filières ingénieur des ponts et chaussées / aviation civile et des mastères spécialisés étaient regroupés au sein d'une association, INGENAC, fondée en 1988, membre du CNISF et dont le siège est à Toulouse. Le 17 mars 2012, INGENAC s'est officiellement ouverte aux anciens élèves de toutes les formations dispensées à l'école et l'association a changé son nom en « ENAC Alumni ».
Chacune des formations de l'ENAC dispose de son propre mode de recrutement des élèves, sur dossier ou concours.

### Formation continue
En accueillant chaque année plus de 7 500 stagiaires qui participent aux 600 stages annuellement organisés par l'école, avec un chiffre d'affaires de 15 millions d'euros, l'ENAC est aujourd'hui le premier organisme aéronautique européen de formation continue. Les activités de formation continue de l'ENAC se sont naturellement développées dans les domaines où l'ENAC a su acquérir et faire reconnaître des compétences particulières : circulation aérienne, électronique, informatique, techniques aéronautiques, pilotage avions (instructeur), etc.
Ces activités s'adressent aussi bien aux entreprises et organismes français et étrangers qu'aux personnels de la direction générale de l'Aviation civile.

### Relations internationales
Les étudiants de la formation IENAC peuvent étudier à l'Institut supérieur de l'aéronautique et de l'espace et à l'École nationale supérieure de mécanique et d'aérotechnique de Poitiers dans le cadre du groupement des écoles d'aéronautique, ou encore au sein de l'INPT et d'Audencia. Également, dans le cadre de France AEROTECH, un échange d'élèves ingénieurs de 3e année est à l'étude avec les écoles Centrale Lyon, Centrale Nantes, ENSEIRB-MATMECA et Arts et Métiers ParisTech.
À l'international, les étudiants peuvent partir dans le cadre du programme Erasmus ainsi que dans une université membre du réseau Pégasus. Ils peuvent aussi bénéficier des universités des programmes AE3, ASE3, RE3, LAE3, JYPE et GE4. Au sein du cursus d'ingénieur ENAC, l'école accueille 8 % d'élèves étrangers en 2011. Toutes formations confondues parmi les élèves non fonctionnaires, ce taux s'élevait à 46 % en 2010.
L'école a aussi plusieurs accords bilatéraux, notamment avec les établissements: Embry-Riddle Aeronautical University, Institut technologique de Floride, l'université de Californie à Berkeley, l'université de Washington à Seattle, l'École africaine de la météorologie et de l'aviation civile. Elle forme par ailleurs le personnel de l'agence pour la sécurité de la navigation aérienne en Afrique et à Madagascar.
Également, l'ENAC est un des membres fondateurs de l'Institut sino-européen d'ingénierie de l'aviation de Tianjin. Au sein de la même ville, l'école propose quatre formations sanctionnées par l'obtention d'un mastère spécialisé au sein de l'université de l'aviation civile de Chine à Tianjin, qui s'adressent exclusivement à un public chinois : airport management, aviation safety management - airworthiness, aviation safety management - flight opérations (en partenariat avec l'Institut supérieur de l'aéronautique et de l'espace) et aviation safety management - aeronautical maintenance (en partenariat avec l'Institut supérieur de l'aéronautique et de l'espace).
Pour finir, en décembre 2011, l'école a signé une convention de partenariat avec l'École des Ponts ParisTech et l'Académie internationale Mohammed VI de l'aviation civile prévoyant le lancement en mars 2012 à Casablanca d'un executive MBA in aviation management s'adressant à des cadres du secteur aéronautique.

### Activités de recherche
La recherche est une activité en développement à l'ENAC. École à forte coloration professionnelle, elle fait son apparition en 1984, à la suite de la loi sur l'enseignement supérieur qui prévoit que « la formation des ingénieurs... comporte une activité de recherche, fondamentale ou appliquée ». Elle était organisée à l'origine autour de quatre pôles : électronique, automatique, informatique et économie de l'aérien. Mi-2009, on y recensait les équipes de recherche dans les laboratoires suivants : automatique - recherche opérationnelle (LARA), économie - d'économétrie de l'aérien (LÉÉA), étude - d'optimisation des architectures des réseaux de télécommunications (LÉOPART),, électromagnétisme pour les télécommunications aéronautiques (LÉTA), informatique interactive (LII), mathématiques appliquées (LMA), optimisation du trafic aérien (LOTA) et traitement du signal pour les télécommunications aéronautiques (LTST).
L'ENAC dispose aussi, depuis 2005, d'une équipe spécialisée dans les drones qui maintient et développe Paparazzi, un système libre pour le pilotage automatique de drones, unmanned aerial vehicle laboratory. Les infrastructures comportent également un planétarium et un simulateur de contrôle aérien. L'ENAC est membre fondateur de l'european academy for aviation safety (EAFAS), réseau des principaux organismes de formation dans le domaine de la sécurité du transport aérien. Durant le salon du Bourget 2011, l'école a annoncé la signature d'un partenariat de recherche avec l'ONERA dans les domaines de la gestion du trafic aérien, de la sécurité des vols, du système de positionnement par satellites, du développement durable et de l'économie du transport aérien.
Fin 2011, l'école a établi une nouvelle structure de la recherche qui distingue six programmes transverses : drones, contrôle et gestion du trafic aérien, aéroports, avions et opérations aériennes, interfaces homme-machine aéronautiques, communications sol/bord et développement durable, le tout s’appuyant sur quatre laboratoires : mathématiques appliquées - optimisation - contrôle optimal - recherche opérationnelle automatique (MAIAA), traitement du signal - système de positionnement par satellites - électromagnétisme - réseaux (TELECOM), informatique interactive (LII) et économie - économétrie de l’aérien (LÉÉA).

### Équipement pédagogique
L'ENAC possède une flotte de 121 aéronefs de différents types : CAP 10 pour la voltige, Socata TB-10, Socata TB-20 EFIS, Beechcraft Baron 58 EFIS, Beechcraft 90. Beechcraft 200 utilisés pour la calibration, Diamond DA40 et Diamond DA42.
Sur son site de Toulouse, l'école est équipée de simulateurs FNPT2 Robin DR400 et Socata TB-20, ainsi que de démonstrateurs Airbus A320 et Airbus A340.
Dans le domaine de la navigation aérienne, elle dispose de simulateurs reproduisant une tour de contrôle (à 120 ou 360 degrés), un contrôle d'approche et un centre de contrôle régional.

### Junior-Entreprise
La Junior-Entreprise de l'ENAC se nomme ENVOL Junior Études et propose des prestations aux acteurs publics et privés de l’aviation civile.

## Classements
Classements nationaux (classée en tant qu'ENAC au titre de son diplôme d'ingénieur)
| Nom                | Année | Rang  |
| ------------------ | ----- | ----- |
| DAUR Rankings      | 2022  | 27    |
| L’Étudiant         | 2021  | 47-56 |
| L’Usine Nouvelle   | 2021  | 124   |
| Le Figaro Étudiant | 2024  | 18    |

## Administration

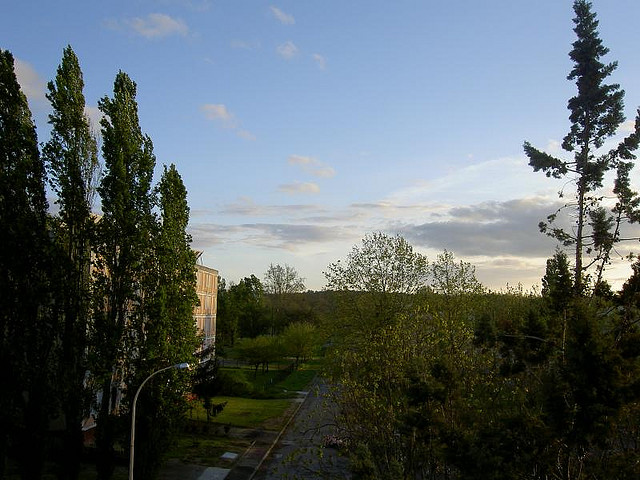
Résidence Hélène Boucher à l'ÉNAC depuis la résidence Clément Ader.

### Gouvernance
Comme tout établissement public à caractère administratif, l’école est dirigée par un président élu à la majorité absolue des membres élus du conseil d’administration. Il est membre de droit des trois directions de l'école :
- la direction des études et de la recherche, dirigée au 1er septembre 2011 par Gilles Perbost ;
- la direction de la formation au pilotage et des vols, issue de la fusion avec le SEFA ;
- la direction de l'international et du développement qui contient également la formation continue.

En plus de ces trois conseils, l'école dispose d'un cabinet du directeur qui regroupe la communication et les affaires culturelles, d'un pôle systèmes d'information et d'un secrétariat général voué à la gestion juridique, logistique, financière et ressources humaines.

### Budget
L’école a dépensé pour son fonctionnement 126 millions d’euros en 2011. Le budget est en hausse de 61,12 % par rapport à 2010 en raison de sa fusion avec le SEFA et il se décompose de la manière suivante : 
- 24 millions d’euros de ressources propres, dont 8,5 millions d’euros correspondant à celles du service d'exploitation de la formation aéronautique ;
- 102 millions d’euros de subventions.

### Fondation ENAC

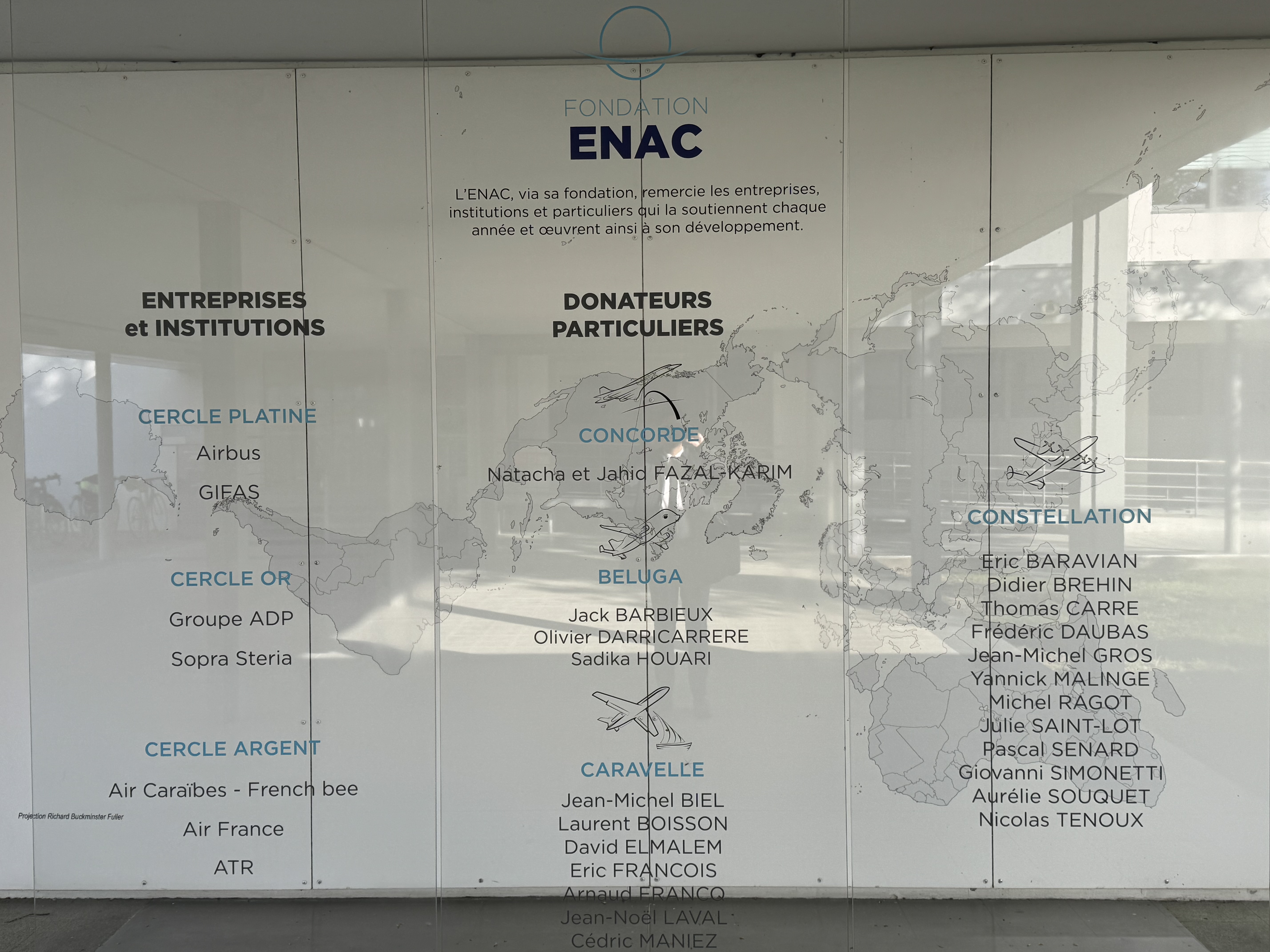
Mur des donateurs de la Fondation ENAC en avril 2025

Un fonds de dotation a été mis en place en octobre 2012. Février 2013 voit la signature de la convention entre l'école et le FDD. Le premier conseil d'administration du fonds a lieu en mai de la même année. En 2014, les premières bourses internationales destinées aux étudiants méritants sont remises. L'année 2015 se conclut par la création de la première chaire d'enseignement et de recherche intitulée « systèmes de drones » en partenariat avec ENGIE Ineo et SAFRAN,. Fin 2016, le Groupe ADP rejoint la chaire. Le programme de bourses internationales se développe en 2017 grâce au mécénat du GIFAS (40 bourses attribuées).
Cette structure indépendante vise à mener de grands projets d'intérêt général, utiles à la communauté mais également au développement de l'ENAC, à travers des initiatives financées par ce fonds et en accord avec le plan stratégique de l'école. Le conseil d'administration du Fonds ENAC se compose de dirigeants et cadres supérieurs d'entreprises du secteur aéronautique, telles que Air France, Rockwell Collins, Safran, Aéroconseil, etc.
Le fonds de dotation devient une fondation le 8 novembre 2022. Il s’agit d’une fondation partenariale cofondée par l’ENAC, Airbus et ADP.

#### Missions et projets de la fondation
La fondation ENAC est un outil qui permet de développer de nouvelles ressources financières pour l'école, par le biais du mécénat. Elle a pour mission de soutenir un certain nombre de projets en suivant les cinq grandes missions définies par l'école :
- Renforcer le rayonnement international de l’ENAC
- Permettre l’insertion de tous les talents
- Développer la recherche et l’innovation
- Favoriser la transition écologique du transport aérien
- Améliorer la vie des campus.

### Liste des directeurs
Le directeur actuel de l’école est Olivier Chansou, succédant à Marc Houalla qui fut directeur du SEFA de 2006 à sa dissolution le 1er janvier 2011. C’est la huitième personne à exercer cette fonction depuis la création de l’établissement. Il est nommé le 27 novembre 2017. Les différents directeurs depuis l'origine sont donnés dans le tableau suivant.
| Nom                                                  | Années      | Profession                                             |
| ---------------------------------------------------- | ----------- | ------------------------------------------------------ |
| Guy du Merle (1908 - 1993)                           | 1948 à 1951 | Ingénieur en aéronautique, pilote d'essais et écrivain |
| Gilbert Manuel (1913 - 2010)                         | 1951 à 1967 | Ingénieur en télécommunications,                       |
| Louis Pailhas (né en 1926, décédé le 6 fevrier 2021) | 1967 à 1982 | Ingénieur en aéronautique,                             |
| André Sarreméjean (1932-2020)                        | 1982 à 1990 | Ingénieur en aéronautique                              |
| Alain Soucheleau                                     | 1990 à 1999 | Ingénieur en aéronautique                              |
| Gérard Rozenknop (né en 1950)                        | 1999 à 2008 | Ingénieur en aéronautique,                             |
| Marc Houalla (né en 1961)                            | 2008 à 2017 | Ingénieur en aéronautique et gestionnaire,             |
| Olivier Chansou (né en 1965)                         | Depuis 2017 | Ingénieur général des ponts, des eaux et des forêts    |

### Sites

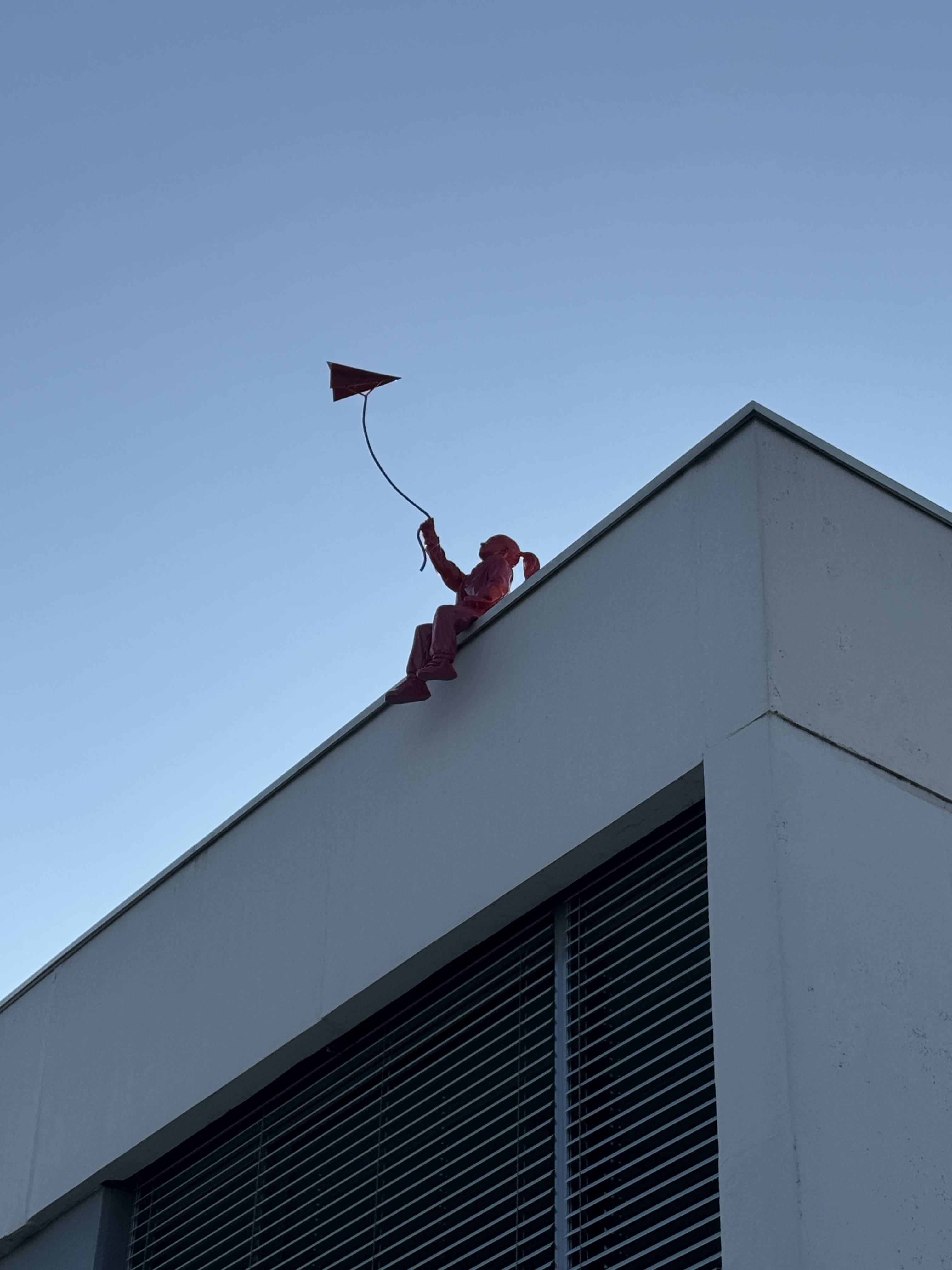
Sculpture "la petite fille au cerf-volant" de James Colomina visible sur le campus toulousain et financée par la Fondation ENAC

| \| Biscarrosse Carcassonne Castelnaudary Grenoble Melun Montpellier Muret (Haute-Garonne) Saint-Yan Toulouse \| Localisation des campus de l'ENAC. |
| Biscarrosse Carcassonne Castelnaudary Grenoble Melun Montpellier Muret (Haute-Garonne) Saint-Yan Toulouse                                          |

#### Toulouse-Rangueil
L'ENAC se présente sous forme de campus et peut loger ses étudiants dans des résidences sur site. Elle dispose aussi d'une cantine, d'une cafétéria, d'une bibliothèque, de salles d'informatique, de salles de sport avec notamment une salle de musculation, un terrain omnisports, un terrain de rugby, cinq terrains de tennis, un terrain de beach-volley et un practice de golf.
Le campus de Toulouse accueille environ 1500 étudiants (début 2017) et environ 2000 instructeurs et professeurs.
Le campus est situé 7 avenue Édouard Belin à Rangueil (Toulouse), près du CREPS, du CNES, du CNRS et de l'ISAE.

#### Autres sites
Depuis sa fusion avec le SEFA, l'ENAC possède huit autres centres plus ou moins spécialisés :
- un centre de maintenance à l'aérodrome de Castelnaudary - Villeneuve ;
- un campus à l'aéroport de Carcassonne-Salvaza ;
- un campus à l'aéroport de Grenoble-Alpes-Isère ;
- un campus à l'aérodrome de Biscarrosse ;
- un campus à l'aéroport de Saint-Yan ;
- un campus à l'aéroport de Montpellier-Méditerranée ;
- un campus à l'aérodrome de Muret - Lherm ;
- base aérienne de Melun-Villaroche.

## Logotype
Le logo de l'école est une marque déposée à l'Institut national de la propriété industrielle (INPI) depuis le 27 mai 2004 par l'école.

## Dans la culture populaire
Le film de Yann Gozlan, Boîte noire, sorti en 2021, met en scène pour personnage principal un ingénieur en aéronautique diplômé de l'ENAC et travaillant pour le Bureau d'enquêtes et d'analyses pour la sécurité de l'aviation civile (BEA).